# 火星17彈道飛彈

火星17洲際彈道飛彈

火星17彈道飛彈（朝鲜语：／）是朝鮮民主主義人民共和國在2020年10月10日朝鮮勞動黨建黨75週年閱兵式上公佈的新型導彈，這種導彈被視為火星15彈道飛彈的四發動機新版本，它於2022年3月24日首次發射。2023年3月16日再度發射。

## 性能
火星17被認為是兩級液體燃料公路機動洲際彈道導彈，由22輪運輸豎立發射車攜帶。根據圖像判斷導彈本身長26m，直徑2.7m。該導彈的確切能力尚未得到證實，儘管專家的猜測引發了人們對它是否可以到達美國境內的城市並有可能躲避美國導彈防禦系統的質疑。
它還可能具有攜帶多個再入飛行器的能力，與部署許多帶有單個彈頭有效載荷的洲際彈道導彈相比，這將是一種發射多個彈頭的更便宜的方式。11軸發射車的尺寸和配置表明北韓已經具備了製造此類車輛的國內能力，使他們有能力發射更多數量的導彈。

## 分析
由於火星15已經能夠打擊美國的大部分地區，因此研製出更大的導彈表明北韓正在尋求多彈頭和更大的有效載荷。截至2020年，美國陸基中段防禦系統包括44枚攔截彈，需要至少發射4枚才能保證命中，使其能夠抵禦最多11枚彈頭。火星17可能包含三到四個彈頭，或者可能是誘餌和真正彈頭的混合體，因此僅發射幾枚導彈就足以壓倒美國的防禦。
儘管構成了這樣的威脅，但該導彈仍受到其龐大尺寸的極大限制。導彈及其發射車的總重量和朝鮮有限的硬化道路網限制了導彈的機動，因為發射車在未鋪砌的道路上只能短距離行駛。與較小的液體燃料彈道導彈不同，它不太可能在安全的位置加油，然後被驅動到預先勘測的地點並豎立起來以減少發射準備時間，因為如此大型的導彈移動過程中的振動會有造成損壞和洩漏揮發性燃料的風險。這限制了燃料注入過程需要在到達發射場後幾個小時才能完成，使導彈暴露在外，容易受到發射前的攻擊，火星17的多彈頭能力也是推測性的。

## 評價
2021年8月，美國北方司令部司令格倫·範赫克（Glen D. VanHerck）表示：“KN-28導彈的能力要大得多，而且彈頭總數趨於增加。”這表明火星17被美國編號為KN-28，而不是KN-27。
韩国航空大学教授张泳根在火星17首次在閲兵式上展示後表示，北韓增加了火星17的第一段火箭液体燃料发动机数量，升级了第二段火箭液体燃料发动机性能，而第三段火箭搭载固体燃料发动机的可能性较大。
朝鮮勞動黨總書記金正恩在首次試射中強調，導彈的研製“是主體力量的象徵和自力更生的成果，是朝鮮核心打擊和核威懾能力的可靠戰略力量”。

## 歷史
火星17的測試首於2022年2月26日進行，然後於3月4日再次進行。北韓沒有公佈發射的消息，美國印太司令部後來透露了這些消息。美國認為這些測試並非旨在展示洲際彈道導彈的射程，而是對其能力進行早期評估。北韓公開聲稱發射是為了在運行高度測試偵察衛星的組件，但沒有透露它們是由新洲際彈道導彈發射的。發射可能是為了測試衛星部件和洲際彈道導彈，但只有前者被承認以限制潛在的國際批評。南韓和美國据此推测北韓将在近期进行火星17的最大射程试射。

火星-14/15/17的彈道

| 次數 | 日期          | 地點                             | 預告 | 結果 | 其他 |
| ---- | ------------- | -------------------------------- | --- | ---- | --- |
| 1    | 2022年3月24日 | 平壤顺安国际机场附近的導彈設施。 | 據稱美國發現了洲際彈道導彈或衛星發射的跡象，日本和韓國隨後於3月24日探測到了此次發射，飛彈落入北海道渡島半島以西150公里處的日本專屬經濟區水域。 | 成功 | 北韓公佈遠地點6,248.5公里，水平位移1,090公里，總飛行時間4,052秒。朝鮮勞動黨總書記金正恩監督發射，並與國防科學院的士兵和研究人員一起慶祝。 |

## 周邊
2024年5月19日，在朝鮮中央電視台的報道當中，出現將火星17製作爲煙火模型販售和將火星17和發射車作爲模型玩具販售的畫面。基於火星17可以直接打擊美國本土的能力，因此韓聯社引述北韓觀察專家的說法，認爲北韓此舉在強調朝鮮民族的自豪感。TVBS則認爲，這是展現金正恩個人崇拜的一個訊號。